# Jelena Walerjewna Bogomasowa
Jelena Walerjewna Bogomasowa (russisch Елена Валерьевна Богомазова; * 9. Februar 1982 in Leningrad) ist eine russische Schwimmerin. Ihre Hauptlage ist das Brustschwimmen. Mit 1,66 m ist sie für eine Schwimmsportlerin ausgesprochen klein.

## Erfolge
- Fünf Medaillen bei Kurzbahneuropameisterschaften:
  - Silbermedaillen 2004 in Wien über 50 Meter Brust sowie 2003 in Dublin und 2005 in Triest über 100 Meter Brust
  - Bronzemedaillen 2003 und 2005 über 50 Meter Brust
- Sechs Medaillen bei Schwimmeuropameisterschaften:
  - Europameisterin 2006 in Budapest über 50 Meter Brust
  - Silbermedaillen 2004 in Madrid über 50 und 100 Meter Brust
  - Bronzemedaillen 2002 in Berlin über 50 und 100 Meter Brust sowie 2004 über 200 Meter Brust
- Halbfinalteilnahmen bei den Kurzbahnweltmeisterschaften 2002 und den Olympischen Spielen 2004 in Athen